# Mediterraneo (filme)
Mediterraneo é um filme de drama italiano de 1991 dirigido e escrito por Gabriele Salvatores e Enzo Monteleone. Foi indicado e venceu o Oscar de melhor filme estrangeiro na edição de 1992, representando a Itália.

## Elenco
- Diego Abatantuono - Sgt. Nicola Lo Russo
- Claudio Bigagli - Lt. Raffaele Montini
- Giuseppe Cederna - Pvt. Antonio Farina
- Claudio Bisio - Pvt. Corrado Noventa
- Luigi Alberti - Pvt. Eliseo Strazzabosco
- Ugo Conti - Pvt. Luciano Colasanti